# 연시 (생식계)

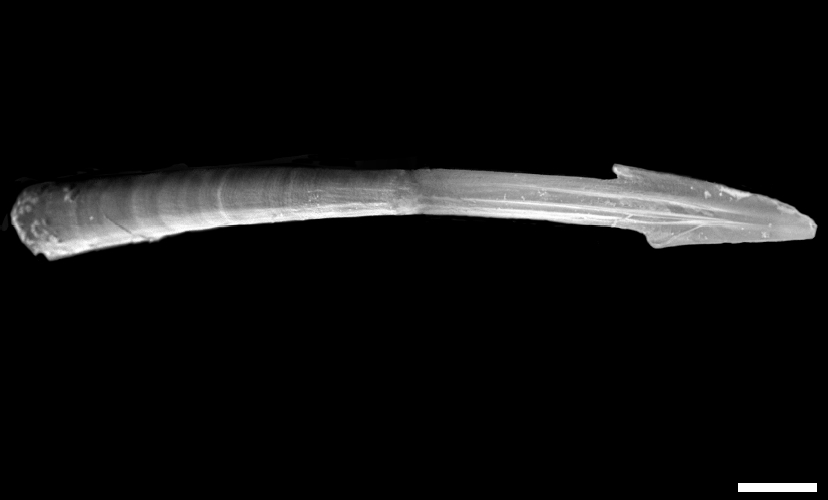
주사전자현미경 이미지

연시(戀矢) 또는 러브 다트(love dart)는 일부 자웅동체 육지 달팽이와 민달팽이가 만드는 날카로운 석회질 또는 키틴질 다트이다. 연시는 다트 주머니에 내부적으로 형성되고 저장된다. 이 다트는 성적으로 성숙한 동물에게서만 만들어지며 실제 짝짓기가 일어나기 전 구애 기간 동안 일련의 사건의 일부로 사용된다. 다트는 동물의 크기에 비해 상당히 크다. 반 민달팽이 속의 파마리온(Parmarion)의 경우 다트의 길이는 반 민달팽이의 발 길이의 1/5까지 될 수 있다.
달팽이가 연시를 사용하는 과정은 일종의 성 선택이다. 교미하기 전에 달팽이(또는 민달팽이) 두 마리는 각각 다른 달팽이에게 하나 이상의 다트를 쏘려고 시도한다. 다트를 받을 수 있는 기관은 없다. 이 행동은 찌르거나 화살이나 화살로 총을 맞는 것과 더 유사하다. 다트는 목표물에 도달하기 위해 공중을 날아가는 것이 아니라 접촉 사격으로 "발사"된다.
연시는 음경 탐침이 아니다(즉, 정자 전달을 위한 보조 기관이 아님). 두 육지 달팽이 사이의 정자 교환은 짝짓기 과정에서 완전히 별개의 부분이다. 그럼에도 불구하고, 최근 연구에 따르면 다트를 사용하면 파트너에게 다트를 박을 수 있는 달팽이의 번식 결과가 크게 향상될 수 있는 것으로 나타났다. 이는 다트의 점액에 암컷의 정자 보존 메커니즘을 촉진하는 알로몬(페로몬과 같은) 화합물이 포함되어 있기 때문이다.
연시는 종에 따라 상당히 다른 다양한 독특한 방식으로 형성된다. 모든 모양의 연시의 공통점은 작살 모양이나 바늘 모양의 관통 능력이다.